# Teoria wielkiego podrywu
Teoria wielkiego podrywu (ang. The Big Bang Theory) – amerykański serial komediowy stworzony przez Chucka Lorre i Billa Prady’ego, którzy są także głównymi producentami razem ze Stevenem Molaro. Cała trójka była też głównymi scenarzystami serialu.  Serial miał premierę 24 września 2007 na kanale CBS.
Spin-offem i prequelem serialu jest Młody Sheldon.

## Fabuła
Akcja dzieje się w Pasadenie w stanie Kalifornia i skupia się na pięciu postaciach: Leonardzie Hofstadterze i Sheldonie Cooperze (współlokatorach, fizykach pracujących w California Institute of Technology) oraz ich przyjaciołach: Howardzie Wolowitzu (inżynierze lotnictwa z Massachusetts Institute of Technology) i Rajeshu Koothrappalim (astrofizyku), a także ich sąsiadce – atrakcyjnej, ale mało rozgarniętej kelnerce Penny. Bohaterowie mieszkają na czwartej kondygnacji bloku, w mieszkaniach pod numerami „4A” i „4B”.
Sheldon i Leonard na klatce schodowej spotykają Penny, która wprowadziła się do mieszkania znajdującego się naprzeciwko ich lokum. Po wymianie uprzejmości zapraszają nową sąsiadkę na lunch. Penny wkrótce poznaje również Rajesha Koothrappaliego i Howarda Wolowitza. Leonard zauracza się Penny, a w ostatnim odcinku pierwszej serii umawiają się na randkę. W trzecim sezonie do fabuły dołączyły Bernadette Maryann Rostenkowski i Amy Farrah Fowler, które zaprzyjaźniły się z Penny oraz weszły w związki: Bernadette z Howardem, a Amy z Sheldonem. Oś serialu tworzy rozwój relacji przyjacielskiej między Sheldonem a Penny.

## Produkcja
Chuck Lorre zaczął myśleć o stworzeniu nowego serialu po sukcesie swojej produkcji Dwóch i pół dla stacji CBS. Wraz z Billem Pradym początkowo umieścili w fabule dwóch nieprzystosowanych społecznie fizykach teoretycznych i ich sąsiadce, która przyjeżdża do Los Angeles, by „znaleźć swoje miejsce na świecie”. Serial nosił roboczy tytuł „Lenny, Penny and Kenny” (od imion głównych bohaterów), później został zmieniony na „Big Bang Theory”, którym twórcy nawiązali do teorii Wielkiego Wybuchu. Imiona dwóch głównych bohaterów zainspirowane były  nazwiskiem producenta telewizyjnego Sheldona Leonarda.
Za skompletowanie obsady odpowiadali Nikki Valko i Ken Miller. Po tym, jak Macaulay Culkin odrzucił propozycję zagrania Leonarda, do roli przesłuchiwany był Kevin Sussman, który później aplikował także do roli Howarda Wolowitza i odrzucił rolę Barry’ego Kripke, a ostatecznie pojawił się w obsadzie jako Stuart Bloom, właściciel sklepu z komiksami. O rolę dwukrotnie ubiegał się także John Ross Bowie. Rolę Leonarda powierzono Johnny’emu Galeckiemu, który wcześniej pięciokrotnie odrzucił zaproszenie do obsady. Zgodnie z zamysłem twórców, sąsiadką głównych bohaterów miała być cyniczna i odstręczająca Katie. Rolę najpierw otrzymała Jodi Lyn O’Keefe, jednak po pierwszym czytaniu scenariusza ją zwolniono, a angaż powierzono Amandzie Walsh, wcześniej odrzuconej podczas castingów (do obsadzenia tej roli rozważana była także Marisa Tomei, a w castingu brała udział m.in. Tara Reid). W początkowym scenariuszu pojawiła się także druga postać żeńska – naukowiec Gilda (w tej roli Iris Bahr), która skrycie podkochuje się w Leonardzie. Do roli Amy Farrah Fowler przesłuchiwana była Kate Micucci, która ostatecznie została obsadzona w roli Lucy, dziewczyny „Raja”. Twórcy rozważali także wprowadzenie postaci ojca Howarda Wolowitza, jednak zrezygnowali z tego pomysłu; propozycję zagrania tej roli złożono Ringo Starrowi, ale jego ekipa odrzuciła ofertę. Matkę Wolowitza zagrała Carol Ann Susi, przy czym jej postać była niewidoczna na ekranie, a widzowie jedynie słyszeli jej głos; po śmierci aktorki w 2014 postać również została uśmiercona. Po emisji odcinka pilotażowego decydenci z CBS chcieli usunąć Kunala Nayyara z serialu i obsadzić innego aktora w roli Koothrappaliego. Chuck Lorre sprzeciwił się tej decyzji i nie dopuścił do zwolnienia aktora.

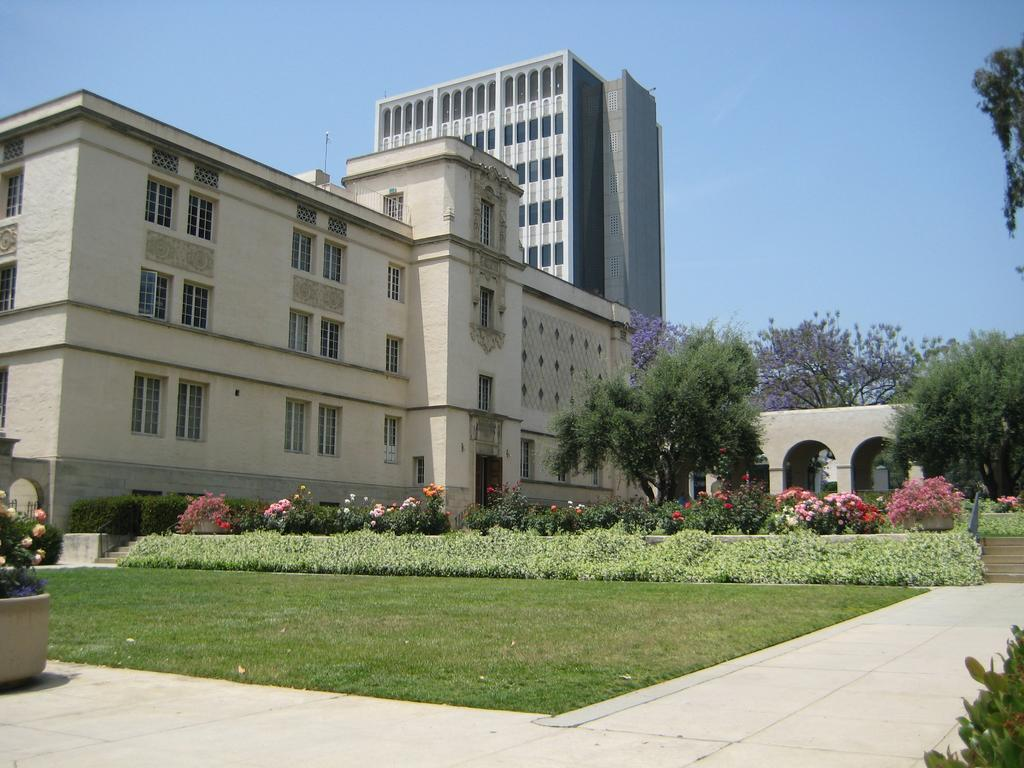
Budynki Caltechu (California Institute of Technology) – miejsce pracy części bohaterów serialu

Teoria… jest serialem wielokamerowym. Nagrania odcinków odbywały się co tydzień we wtorek i były realizowane w studiu 25 Warner Brothers Studios w Burbank w Los Angeles. W realizacji odcinków uczestniczyła publiczność, której reakcje głosowe były rejestrowane i emitowane w serialu. Na potrzeby scen na klatce schodowej wybudowany został jeden ciąg schodów, dlatego scenografowie na potrzeby produkcji przerabiali wygląd kolejnych pięter.
Piosenkę do serialu napisał i nagrał kanadyjski zespół rockowy Barenaked Ladies. Ed Robertson, wokalista i gitarzysta zespołu, został poproszony przez Chucka Lorre’ego i Billa Prady o napisanie utworu tytułowego. W tekście utworu opisane jest powstanie i historia wszechświata. Inspiracją dla autora była książka Simona Singha pt. „Big Bang”, którą przypadkowo właśnie skończył czytać.
Pilotażowy odcinek serialu został nakręcony wiosną 2006, jednak nie został zaakceptowany przez decydentów z CBS. Twórcy, namówieni przez telewizję, nakręcili drugi odcinek pilotażowy, wcześniej nanosząc kilka zmian do scenariusza. Dodali do fabuły kolejnych dwóch głównych bohaterów. Zmienili także główną postać żeńską na Penny, żywiołową i atrakcyjną, choć mało rozgarniętą dziewczynę ze Środkowego Zachodu. W postać wcieliła się Kaley Cuoco, która początkowo odrzuciła rolę, gdyż uznała ją za mało interesującą w porównaniu do postaci Katie. Poza tym przenieśli część scen z ulicy do klatki schodowej bloku, w którym mieszkają główni bohaterowie – lokacja stała się jednym z punktów regularnych spotkań serialowych przyjaciół, którzy z powodu awarii windy musieli korzystać ze schodów, a po drodze rozmawiali ze sobą. Drugi odcinek pilotażowy serialu został wyemitowany na kanale CBS. Pierwsza scena – w której Sheldon i Leonard wypełniają dokumenty jako przyszli potencjalni dawcy nasienia w banku spermy pochodzącej od dawców o wysokim ilorazie inteligencji – została wycięta z materiałów udostępnianych innym nadawcom telewizyjnym w ramach syndykacji. Za reżyserię obu pilotów odpowiadał Jimmy  Burrows. Wiosną 2007 serial został zaprezentowany na konferencji prasowej poświęconej ofercie ramówkowej stacji CBS, po której zebrał przychylne recenzje dziennikarzy i reklamodawców.

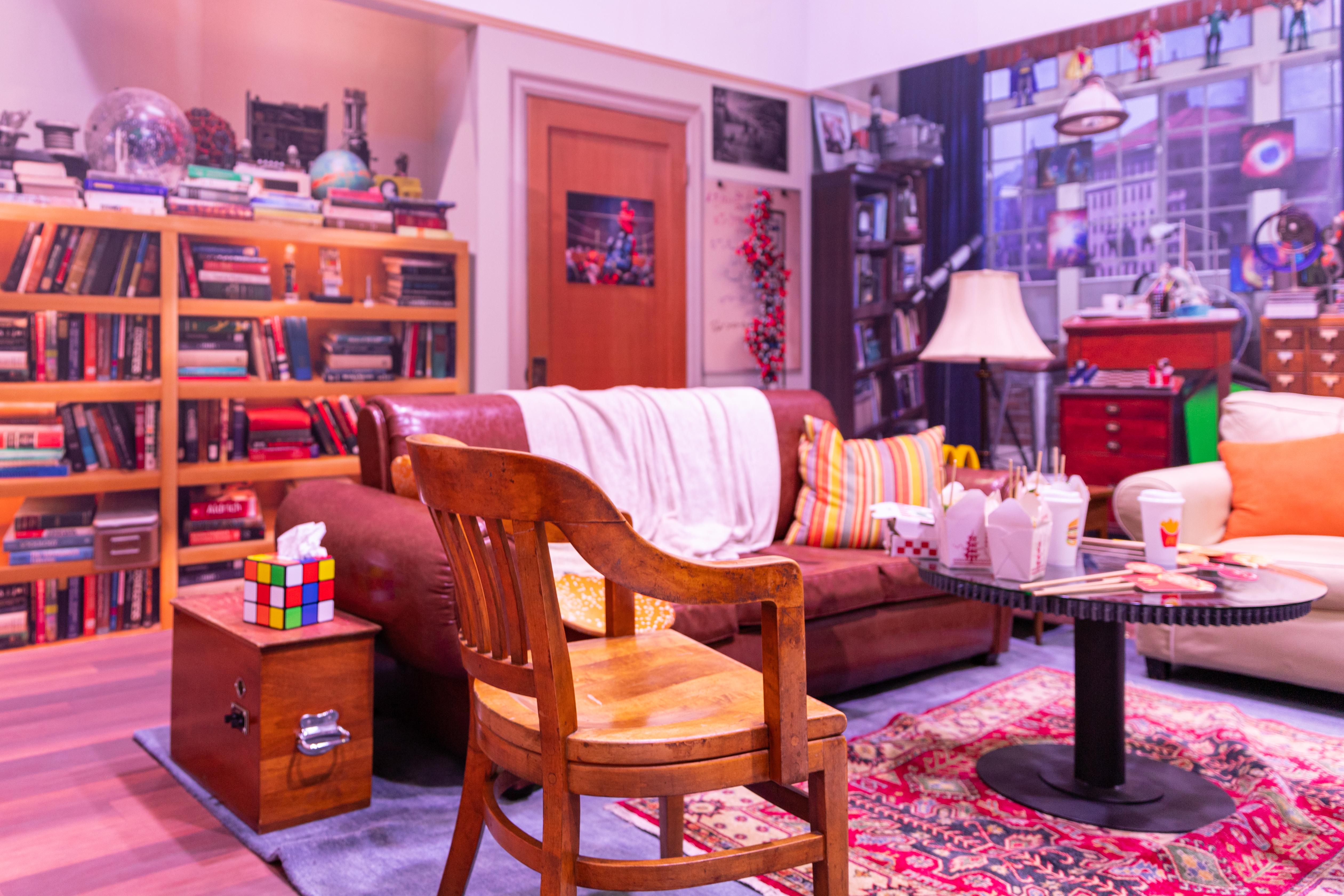
Mieszkanie Leonarda i Sheldona

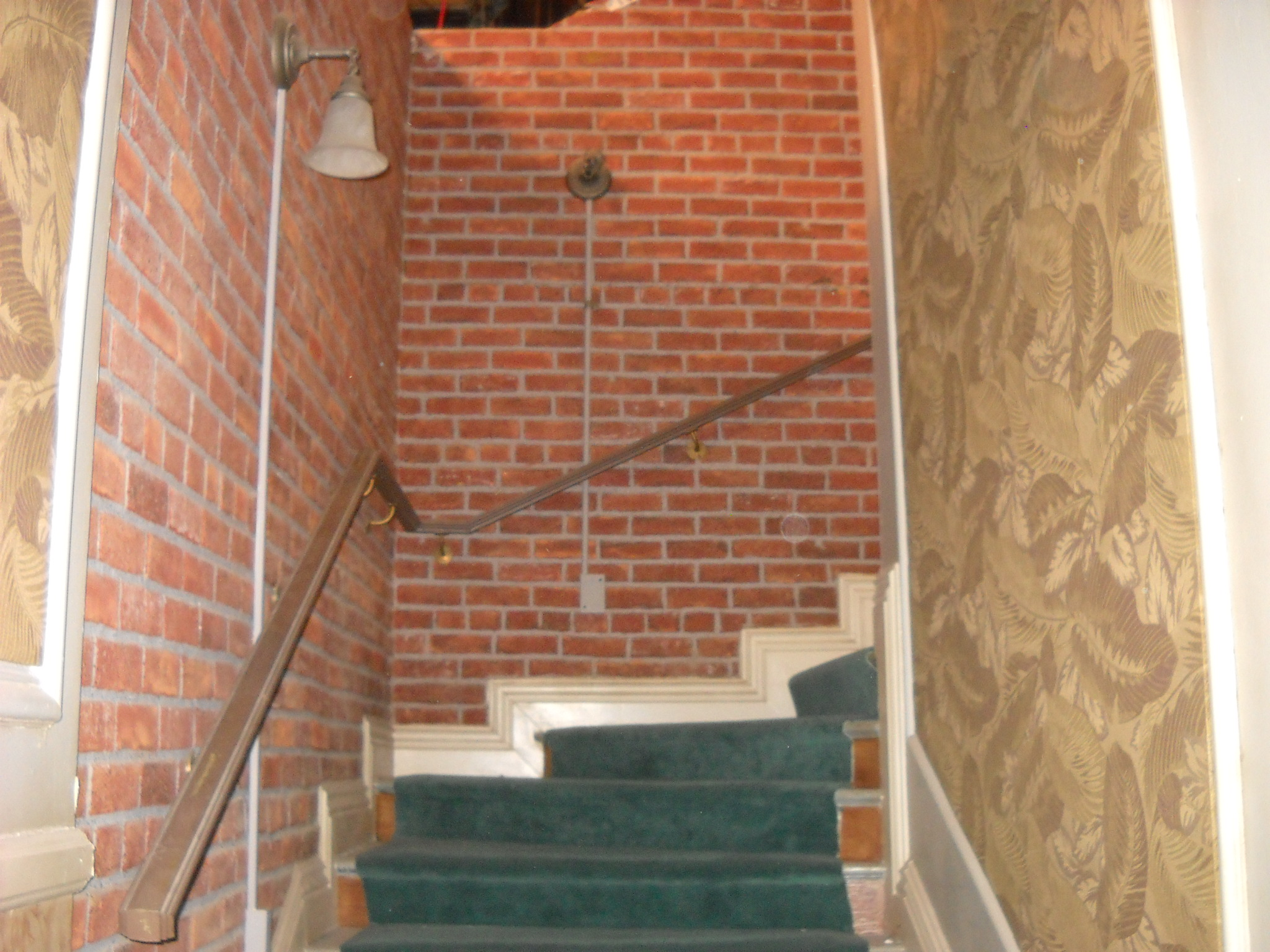
Schody prowadzące do mieszkań bohaterów

Reżyserem serialu został Mark Cendrowski, pojedyncze odcinki wyreżyserowali też m.in. Tedd Wass, Joel Murray, Anthony Rich i Nikki Lorre. Producentami serialu byli: Faye Oshima Belyeu, Steve Molaro i Steve Holland. Producentami wykonawczymi byli – oprócz pomysłodawców serialu (Lorre’a i Prady’ego): Molaro, Holland, Eddie Gorodetsky, Mark Roberts, Don Foster, Lee Aronsohn, Maria Ferrari, Dave Goetsch, Andy Gordon i Eric Kaplan. Za scenariusz odpowiadali m.in. Ferrari, Holland, Goetsch, Gordon, Kaplan, Tara Hernandez, Jim Reynolds i Stephen Engel. Konsultantem naukowym przy serialu był prof. David Saltzberg, przy kilku odcinkach z ekipą współpracował także Miki Massimino z NASA. Serial montował Peter Chakos, a za efekty wizualne odpowiadał Rich Redick. Kostiumografką przy Teorii… była Mary T. Quigley, która była także współproducentką serialu. Za rekwizyty odpowiadał Scott London.
Nagrania kolejnego odcinka Teorii wielkiego podrywu zostały zrealizowane pięć miesięcy po nakręceniu pilota. Odcinki serialu otrzymywały skomplikowane i trudne do zapamiętania tytuły, które brzmią jako teoria naukowa bądź prawo. Wskutek strajku scenarzystów zrzeszonych w związkach zawodowych 5 listopada 2007 prace nad Teorią… zostały wstrzymane na 100 dni. Stacja CBS w tym okresie nadawała powtórkowo osiem dotychczas wyemitowanych odcinków serialu, dzięki czemu utrwaliła produkcję wśród telewidzów i zapewniła jej jeszcze większą popularność. Poszczególne sceny w serialu były poprzedzane krótkimi przerywnikami z motywem obracających się atomów, a ich kolorystyka nawiązywała do poprzedniej lub następnej sceny. Scenarzyści poruszali w serialu temat wielu problemów społecznych, m.in. postrzegania osób ze spektrum, braku instynktu macierzyńskiego oraz stereotypów płciowych w społeczeństwie.
14 maja 2007 roku stacja CBS poinformowała, że na potrzeby sezonu 2007/2008 powstanie 13 odcinków serialu. Pierwszy odcinek Teorii wielkiego podrywu został wyemitowany 24 września 2007, zebrał 9,52 mln telewidzów i otrzymał na ogół pozytywne recenzje w prasie. 14 lutego 2008 stacja zdecydowała o realizacji drugiego sezonu serialu. Pierwszy odcinek drugiej serii został wyemitowany 22 września 2008.  Wiosną 2009 stacja CBS zdecydowała o nakręceniu kolejnych dwóch sezonów serialu. 21 września 2009 ruszyła emisja trzeciej serii. W styczniu 2011 stacja zdecydowała o nakręceniu kolejnych trzech sezonów (piątego, szóstego i siódmego). Wraz z premierą piątego sezonu firma Warner Bros. Domestic Television Distribution udostępniła licencję na emisję serialu telewizjom TBS i Fox (za co podobno zyskiwała ok. 1 mld dol.), co zwiększyło jego popularność i wzmocniło pozycję na rynku. Pod koniec piątej serii serial oglądało ok. 16,1 mln widzów. Trzynasty odcinek szóstego sezonu jako pierwszy przekroczył liczbę 20 mln widzów, na podobnym poziomie oglądalności utrzymywała się siódma seria produkcji. 12 marca 2014 roku stacja zamówiła trzy kolejne sezony (ósmy, dziewiąty i dziesiąty) serialu. Produkcja ósmego sezonu rozpoczęła się 6 sierpnia 2014, a pierwszy odcinek tej serii został premierowo wyemitowany 22 września 2014. 11. odcinek dziewiątego sezonu, wyemitowany premierowo 17 grudnia 2015, obejrzało blisko 25 mln widzów. 20 marca 2017 roku stacja zamówiła dwa kolejne sezony serialu. 22 sierpnia 2018 roku poinformowała, że sitcom zakończy się po 12. sezonie. Twórcy podjęli decyzję o zakończeniu produkcji serialu po rezygnacji Jima Parsonsa z dalszego grania w Teorii…. Ostatni odcinek serialu został nagrany 30 kwietnia 2019 i wyemitowany 16 maja. Serial trwa łącznie 139,5 godziny.
W lipcu 2008 obsada serialu po raz pierwszy uczestniczyła w panelu dyskusyjnym podczas San Diego Comic-Conie, na którym aktorzy spotkali się z ok. 3 tys. fanów. W kolejnych latach aktorzy jeszcze 10 razy brali udział w tym wydarzeniu. Wizerunek Sheldona Lee Coopera był drukowany na koszulkach i gadżetach dla fanów serialu.
W 2009 organizacja Television Critics Association przyznała Teorii wielkiego podrywu nagrodę w kategorii nadzwyczajne osiągnięcie komediowe (ang. Outstanding Achievement in Comedy). W tym samym roku Jim Parsons był nominowany do nagrody Television Critics Association za indywidualny występ komediowy. Serial i jego twórcy zdobyli łącznie 55 nominacji do nagrody Emmy przyznawanej przez American Film Institute. W 2009 Teoria… była nominowana do nagrody w kategorii program telewizyjny roku, a w latach 2011–2014 była nominowana do nagrody dla najlepszego serialu komediowego. Ponadto w 2009 Jim Parsons i Christine Baranski zostali nominowani do Emmy, odpowiednio w kategoriach najlepszy aktor w serialu komediowym oraz najlepsza aktorka gościnna w serialu komediowym. Parsons za rolę Sheldona został czterokrotnie (2010–2011, 2013–2014) nagrodzony Emmy dla najlepszego aktora w serialu komediowym. W 2011 Johnny Galecki był nominowany do nagrody Emmy za rolę pierwszoplanową w serialu komediowym. W 2013 Bob Newhart za epizodyczną rolę Arthura Jeffriesa w serialu otrzymał nagrodę Emmy za najlepszy męski występ gościnny w serialu komediowym; do nagrody w tej kategorii był nominowany również w 2014 i 2016.

## Pensje aktorów
Przez pierwsze trzy sezony Johnny Galecki, Jim Parsons i Kaley Cuoco – trzy główne gwiazdy serialu – otrzymywali co najwyżej 60 tys. dolarów za odcinek, a w czwartym sezonie ich wynagrodzenia wzrosły do 200 tys. dol. Zgodnie z umowami, ich pensje wzrastały o dodatkowe 50 tys. dol. w każdym z trzech kolejnych sezonów, co dało 350 tys. dol. za odcinek w sezonie siódmym. Od sezonu ósmego Parsons, Galecki i Cuoco, ale i Nayyar i Hellberg, otrzymywali ok. 1 mln dol. za każdy odcinek. Przed rozpoczęciem prac nad 11. sezonem piątka aktorów zgodziła się na obniżenie gaż o 100 tys. dol., by zapewnić podwyżki honorarium dla Bialik i Rauch – z 200 tys. dol. na 450 tys. dol. za odcinek.

## Obsada
- Johnny Galecki – Leonard Leakey Hofstadter, fizyk doświadczalny. Pochodzi z New Jersey. Jest synem Beverly Hofstadter (Christine Baranski), nieprzystępnej i cynicznej specjalistki w dziedzinie psychiatrii, której brak wsparcia i uczuć w dużym stopniu zaważył na jego dorosłym życiu[88]. Mieszka z przyjacielem Sheldonem Cooperem[6]. Początkowo był nieśmiały, dzięki Penny nabrał pewności siebie[89]. Z sąsiadką stworzył burzliwy związek i się z nią ożenił – najpierw podczas prywatnej uroczystości w Las Vegas, następnie w gronie i przyjaciół[90]. Przed ślubem spotykał się również m.in. z dr Leslie Winkle (Sara Gilbert), Pryią Koothrappali (Aarti Mann(inne języki)) i Stephanie Barnett (Sarą Rue)[91]. (główny: 1-12)
- Jim Parsons – Sheldon Lee Cooper, fizyk teoretyk z dwoma doktoratami, skupiający się na teorii strun[92]. Jego IQ wynosi 187. Pochodzi ze wschodniego Teksasu, gdzie mieszka jego bogobojna matka Mary Cooper (Laurie Metcalf)[93]. Gdy miał 14 lat, zmarł jego ojciec, George, z którym łączyła go skomplikowana relacja[94]. Ma starszego brata George’a juniora (Jerry O’Connell) i siostrę-bliźniaczkę Missy (Courtney Henggeler)[95]. Fascynuje się nauką, w tym zgłębianiem tajemnic wszechświata[96]. Wykazuje skłonności do zaburzeń obsesyjno-kompulsyjnych[c] (np. nie pozwala innym siadać na jego miejscu na kanapie, trzykrotnie puka do drzwi[d] i unika kontaktu fizycznego z innymi ludźmi)[99]. Cechuje go też niski poziom inteligencji emocjonalnej[100]. Ma problem z uchwyceniem puenty dowcipów, a podczas śmiechu się zapowietrza[101]. Ma specyficzne poczucie humoru, większość dowcipów kończy słowem Bazinga![102]. Jest neurotykiem, z trudem radzi sobie ze zmianami w życiu[103]. Mieszka z przyjacielem, Leonardem Hofstadterem[104]. Długo nie wykazywał zainteresowania sprawami sercowymi, stąd spekulacje, że może być aseksualny[105]. Pod koniec trzeciego sezonu na aplikacji randkowej poznał doktor neurobiologii Amy Farrah Fowler, którą ostatecznie poślubił[106][e]. Podkochiwała się w nim Ramona Nowitzki, koleżanka z CalTechu[108]. Fascynuje go postać Spocka z serii filmów Star Trek i jest fanem odtwórcy tej roli – Leonarda Nimoya[109]. Prowadził – początkowo sam, później z Amy Fowler — podcast wideo Fun with Flags[110]. W 12. sezonie wraz z Amy Fowler odebrał Nagrodę Nobla w dziedzinie fizyki za badania nad zjawiskiem superasymetrii[111]. (główny: 1-12)
- Kaley Cuoco – Penny[f], sąsiadka Sheldona i Leonarda[113]. Urodziła się i dorastała w Omaha, w stanie Nebraska. Przyjechała do Kalifornii, aby zostać aktorką, jednak nigdy nie odniosła sukcesów na tym polu[114]. Tuż przed zamieszkaniem w sąsiedztwie Sheldona i Leonarda rozstała się z chłopakiem, Kurtem[115]. Była też związana z Zackiem (Brian Thomas Smith)[116]. Bywa naiwna, ale zna się na ludziach i umie radzić sobie w sytuacjach kryzysowych[117]. Odkąd poznała Leonarda i Sheldona, otacza ich opieką, szczególnie drugiego z sąsiadów, z którym się zaprzyjaźniła[118]. Po długich zalotach Leonarda zakochała się w nim, bo urzekła ją jego inteligencja[119]. Wzięli ślub[120]. Choć nie chciała mieć dzieci, ostatecznie zaszła z Leonardem w ciążę[121]. Pracowała jako kelnerka w kawiarni „The Cheesecake Factory”[3]. Po podjęciu pracy jako przedstawicielka handlowa firmy farmaceutycznej przeszła przemianę zewnętrzną – ścięła włosy oraz zaczęła modniej i bardziej stylowo się ubierać[122]. (główna: 1-12)

Kunal Nayyar (Raj) i Simon Helberg (Howard) na planie serialu (2010)

- Simon Helberg – Howard Joel Wolowitz, inżynier, kolega Sheldona i Leonarda, przyjaciel Rajesha Koothrappaliego[123]. Jest poliglotą[124]. Jego największe osiągnięcie naukowe to lot w kosmos[125]. Uwielbia magiczne sztuczki i jest miłośnikiem Gwiezdnych wojen[126]. Gdy był dzieckiem, jego ojciec porzucił rodzinę[127]. Jest maminsynkiem, mieszka z apodyktyczną i głośną matką (Carol Ann Susi), z którą ma toksyczną relację[128]. Mąż Bernadette Maryann Rostenkowski–Wolowitz[125], z którą ma córkę Halley (imię dziecka nawiązuje do komety Halleya) i syna Neila Michaela (drugie imię po dziadku – ojcu Bernadette). Za sprawą Bernadette przeszedł przemianę z obcesowego seksisty w przykładnego męża i ojca[129]. Jest człowiekiem o wielkim sercu[130]. Uważa się za znawcę dobrego stylu ubierania się[131]. (główny: 1-12)
- Kunal Nayyar – Rajesh Ramayan „Raj” Koothrappali, doktor astrofizyki, przyjaciel Howarda Wolowitza[123]. Wyemigrował do USA z Indii[132]. Nieśmiały i z powodu mutyzmu wybiórczego przez długi czas całkowicie milczący w obecności kobiet[133]. Jest romantykiem, ale nie udaje się znaleźć upragnionej miłości[134]. Spotykał się z Emily (Laura Spencer), Lucy (Kate Micucci) i Anu (Rati Gupta), był też zakochany w Bernadette Maryann Rostenkowski[135]. Ma kobiecy gust i często zachowuje się jak kobieta, ale twierdzi, że nie jest gejem, tylko metroseksualistą[136]. Ma siostrę Priyę (Aarti Mann), wziętą prawniczkę, która przez pewien czas była dziewczyną Leonarda[137]. Ma psa „Cynamonkę”, z którym łączy go dziwna relacja, co jest powodem drwin ze strony przyjaciół[138]. (główny: 1-12)
- Melissa Rauch – Bernadette Maryann Rostenkowski-Wolowitz, doktor mikrobiologii. Dziewczyna, a później żona Howarda, z którym ma dwójkę dzieci, choć wcześniej przez długi czas nie czuła instynktu macierzyńskiego[139]. Mimo swojego delikatnego wyglądu ma twardy charakter, poza tym jest zawzięta i zdeterminowana, by osiągnąć założony przez siebie cel[140]. Mówi wysokim, piskliwym głosem[141]. Jest gorliwą katoliczką[142]. (cykl.: sezon 3-4; główna: sezon 5-12)
- Mayim Bialik – Amy Farrah Fowler[g] doktor neurobiologii[144]. Dziewczyna, a później żona Sheldona[145]. Przed ślubem spotykała się też z Dave’em (Stephen Merchant)[146]. Chętnie nosiła tiarę, którą dostała od Sheldona w ramach przeprosin po jednej z kłótni[147]. W dzieciństwie czuła się wyobcowana, dlatego w dorosłym życiu marzyła o znalezieniu przyjaciółki – została nią Penny[148]. Jest introwertyczką, dzięki związkowi z Sheldonem nabrała pewności siebie[149]. W 12. sezonie wraz z Sheldonem odbiera nagrodę Nobla w dziedzinie fizyki za badania nad zjawiskiem superasymetrii[150]. (cykl.: sezon 3-4; główna: sezon 5-12)
- Kevin Sussman – Stuart Bloom, prowadzi sklep z komiksami w Pasadenie[151]. Spotykał się z Denise (Lauren Lapkus)[152]. (cykl.: sezon 2-5,7; główna: sezon 6,8-12)
- John Ross Bowie – Barry Kripke, fizyk. Kolega z pracy głównych bohaterów. Ma wadę wymowy (rotacyzm)[17].

## Goście serialu (postacie autentyczne)
- Stephen Hawking – fizyk teoretyczny i kosmolog, autor bestsellerowej książki pt. „Krótka historia czasu”[153]. Idol bohaterów serialu, szczególnie Sheldona[154].
- Ira Flatow – dziennikarz i autor programów radiowych i telewizyjnych, m.in. programów naukowych: Science Friday i Newton’s Apple. Opublikował także kilka książek, m.in. „Present at the Future: From Evolution to Nanotechnology, Candid and Contoversial Conversations on Science and Nature”.
- Steve Wozniak – inżynier, konstruktor komputerów Apple I i Apple II. Współtwórca marki Apple.
- George Smoot – amerykański astrofizyk, profesor Uniwersytetu Kalifornijskiego w Berkeley. Uhonorowany Nagrodą Nobla w dziedzinie fizyki za „odkrycie zgodności mikrofalowego promieniowania tła z modelem ciała doskonale czarnego i obserwację anizotropii tegoż promieniowania”. Do prac swojego zespołu wykorzystywał dane zebrane przez satelitę COBE, dzięki któremu udało się potwierdzić teorię Wielkiego Wybuchu.
- Neil deGrasse Tyson – amerykański astrofizyk i popularyzator nauki, autor wielu książek i publikacji o tematyce związanej z astrofizyką, twórca serialu popularnonaukowego Cosmos: A Spacetime Odyssey. Występuje w 7. odcinku 4. sezonu oraz w 1. odcinku 12. sezonu.
- Stan Lee – amerykański scenarzysta, producent komiksowy, prezes i członek zarządu Marvel Comics. Współtwórca postaci m.in. Spider-Mana, Iron Mana, Hulka. Był ikoną świata komiksów.
- Buzz Aldrin – amerykański astronauta, brał udział w pierwszym lądowaniu na Księżycu.
- Bill Gates – informatyk, przedsiębiorca i filantrop. Współzałożyciel, główny architekt oprogramowania i były prezes zarządu korporacji Microsoft.
- Elon Musk – przedsiębiorca i filantrop, założyciel lub współzałożyciel przedsiębiorstw PayPal, SpaceX, Tesla, Neuralink i Boring Company pochodzący z Afryki Południowej, zamieszkały i pracujący w Stanach Zjednoczonych.
- Bill Nye – amerykański komunikator naukowy, prezenter telewizyjny i inżynier mechanik. Jest najbardziej znany jako prowadzący PBS i syndykat naukowy dla dzieci Bill Nye the Science Guy (1993–1998), a także za liczne występy w popularnych mediach jako nauczyciel nauki. Występuje w 1. odcinku 12. sezonu; Neil de Grasse Tyson rozpoczyna z nim spór zainspirowany sporem z Rajem.
- Adam Nimoy – amerykański reżyser telewizyjny, syn Leonarda Nimoya – odtwórcy roli Spocka w serialu science fiction Star Trek (1966–1969). Wystąpił w 7. odcinku 9. sezonu („Rezonans Spocka”; Sheldon udzielił mu wywiadu do filmu dokumentalnego).
- Neil Gaiman – pisarz fantasy i twórca komiksów, wielokrotny laureat nagród.
- Rick Fox i Kareem Abdul-Jabbar – byli koszykarze NBA.
- George Takei, William Shatner, Leonard Nimoy, LeVar Burton i Brent Spiner – amerykańscy aktorzy, występowali w głównych rolach jako oficerowie statków USS Enterprise w dwóch serialach Star Trek (Star Trek: Seria oryginalna i Star Trek: Następne pokolenie) oraz filmach kinowych z tej serii.
- Wil Wheaton – aktor mieszkający w Pasadenie, odtwórca roli Wesleya Crushera w filmie Star Trek: Następne pokolenie. Początkowo jest śmiertelnym wrogiem Sheldona[155], ale później zaczyna się z nim kolegować.
- James Earl Jones – amerykański aktor, który użyczył głosu postaci Darth Vader w Gwiezdnych wojnach. Wystąpił w 14. odcinku 7. sezonu w 2014[156].
- Nathan Fillion – kanadyjski aktor, który użyczył głosu Halowi Jordanowi. Zagrał postać kapitana Malcolma Reynoldsa w lubianym przez głównych bohaterów serialu Firefly i jego filmowej kontynuacji pt. Serenity.
- Summer Glau – amerykańska aktorka, znana z roli River Tam w serialu Firefly i filmowej kontynuacji Serenity oraz z roli Cameron w serialu Terminator: Kroniki Sary Connor. Zagrała w odcinku pt. „The Terminator Decoupling”.
- Adam West – odtwórca roli Bruce’a Wayne’a/Batmana w filmie Batman zbawia świat (1966) i serialu z lat 60. Batman.
- Carrie Fisher i Mark Hamill – aktorzy, gwiazdy serii Gwiezdne wojny[157].

Rolę Arthura Jeffriesa, gospodarza telewizyjnego programu naukowego dla dzieci, w sześciu odcinkach serialu zagrał Bob Newhart. Rodziców Amy zagrali Kathy Bates i Raymond Joseph Teller. W mniejszych rolach i epizodach wystąpili m.in.: Keith Carradine, Sean Astin, Kevin Smith, Ellen DeGeneres, Charlie Sheen, Katee Sackhoff, Jodi Lyn O’Keefe, Eliza Dushku, Danica McKellar, Billy Bob Thornton, Christopher Lloyd, Sarah Michelle Gellar, Howie Mandel, Joe Manganiello. 

## Dodatki

### Karty próżności (vanity card)
Podobnie jak większość programów stworzonych przez Chucka Lorre’a, Teoria wielkiego podrywu kończy się pokazaniem przez sekundę „karty próżności”, tj. krótkiego eseju napisanego przez Lorre’a. Karty zostały zarchiwizowane na stronie internetowej Lorre’a.

## Nagrody

### Emmy
| Rok  | Rezultat  | Kategoria                                                               | Odbiorca           |
| ---- | --------- | ----------------------------------------------------------------------- | ------------------ |
| 2009 | nominacja | Najlepszy aktor pierwszoplanowy w serialu komediowym                    | Jim Parsons        |
| 2009 | nominacja | Najlepszy występ gościnny w serialu komediowym                          | Christine Baranski |
| 2009 | nominacja | Najlepsza scenografia w serialu kręconym wieloma kamerami               |                    |
| 2010 | nagroda   | Najlepszy aktor pierwszoplanowy w serialu komediowym                    | Jim Parsons        |
| 2010 | nominacja | Najlepsza scenografia w serialu kręconym wieloma kamerami               |                    |
| 2010 | nominacja | Najlepszy makijaż w serialu kręconym wieloma kamerami                   |                    |
| 2010 | nominacja | Najlepszy występ gościnny w serialu komediowym                          | Christine Baranski |
| 2010 | nominacja | Najlepsza reżyseria techniczna, praca kamery i kontrola wideo w serialu |                    |

### People’s Choice Award
| Rok  | Rezultat  | Kategoria                           | Odbiorca    |
| ---- | --------- | ----------------------------------- | ----------- |
| 2010 | nagroda   | Ulubiony serial komediowy           |             |
| 2010 | nominacja | Ulubiony aktor w serialu komediowym | Jim Parsons |

### Złoty Glob
| Rok  | Rezultat  | Kategoria                                         | Odbiorca    |
| ---- | --------- | ------------------------------------------------- | ----------- |
| 2010 | nagroda   | Najlepszy aktor w serialu komediowym lub musicalu | Jim Parsons |
| 2010 | nominacja | Najlepszy serial komediowy lub musical            |             |

### TCA Awards
| Rok  | Rezultat  | Kategoria                            | Odbiorca    |
| ---- | --------- | ------------------------------------ | ----------- |
| 2009 | nagroda   | Najlepszy serial komediowy           |             |
| 2009 | nagroda   | Najlepszy aktor w serialu komediowym | Jim Parsons |
| 2010 | nominacja | Najlepszy serial komediowy           |             |
| 2010 | nominacja | Najlepszy aktor w serialu komediowym | Jim Parsons |

### Nagroda Satelita
| Rok  | Rezultat  | Kategoria                                         | Odbiorca    |
| ---- | --------- | ------------------------------------------------- | ----------- |
| 2009 | nominacja | Najlepszy serial komediowy lub musical            |             |
| 2009 | nominacja | Najlepszy aktor w serialu komediowym lub musicalu | Jim Parsons |

### Teen Choice Awards
| Rok  | Rezultat  | Kategoria                              | Odbiorca       |
| ---- | --------- | -------------------------------------- | -------------- |
| 2010 | nominacja | Najlepszy serial komediowy             |                |
| 2010 | nominacja | Najlepszy aktor w serialu komediowym   | Jim Parsons    |
| 2010 | nominacja | Najlepsza aktorka w serialu komediowym | Kaley Cuoco    |
| 2010 | nominacja | Najlepszy „Scene Stealer”              | Johnny Galecki |
| 2010 | nominacja | Najlepszy „Scene Stealer”              | Simon Helberg  |

### American Film Institute
| Rok  | Rezultat | Kategoria                                   | Odbiorca |
| ---- | -------- | ------------------------------------------- | -------- |
| 2009 | nagroda  | 10 Najlepszych produkcji telewizyjnych roku |          |

### Ewwy Award
| Rok  | Rezultat  | Kategoria                                              | Odbiorca     |
| ---- | --------- | ------------------------------------------------------ | ------------ |
| 2008 | nominacja | Najlepszy aktor w serialu komediowym                   | Jim Parsons  |
| 2008 | nominacja | Najlepsza aktorka w serialu komediowym                 | Kaley Cuoco  |
| 2008 | nominacja | Najlepszy serial komediowy                             |              |
| 2009 | nagroda   | Najlepsza aktorka pierwszoplanowa w serialu komediowym | Kaley Cuoco  |
| 2009 | nominacja | Najlepszy serial komediowy                             |              |
| 2010 | nagroda   | Najlepszy serial komediowy                             |              |
| 2010 | nominacja | Najlepszy aktor drugoplanowy w serialu komediowym      | Kunal Nayyar |